# 3-o-Matic
3-o-Matic ist eine Dancefloorgruppe, bestehend aus der Sängerin Nancy Rentzsch (später Baumann), Tanja Geuder und dem Rapper George Walden III alias Wild Thang. Andy Lutschounig (N-Dee) und Achim Kleist produzierten die Gruppe.

## Geschichte
Nancy Rentzsch war zusammen mit Tanja Geuder zuvor Background-Sängerin bei Haddaway. 1993 gingen die beiden mit ihm auf große Eurodance-Tournee, auf der auch DJ BoBo dabei war. Später waren Baumann und Geuder Mitglieder der DJ-BoBo-Crew und auch dort bei Tourneen präsent.
Beide spielten bereits längere Zeit mit dem Gedanken, mit einer eigenen Band zu arbeiten. Von einem Produzenten erhielt sie das Demo von Success. Die beiden Frauen waren auf Anhieb von dem Song begeistert und gründeten 3-o-Matic. 1994 erschien Success als erste Single, die in Deutschland Platz 24 erreichte. 1995 wurde die Nachfolgersingle Hand in Hand veröffentlicht, die es nur noch bis auf Platz 46 schaffte. Zusätzlich kam es innerhalb der Band zu kleineren Unstimmigkeiten. Nach Erscheinen der dritten Single All I Want Is You, die es gerade mal auf Platz 100 schaffte, eskalierte die Situation zwischen Rapper und Management. Daraufhin wurde 3-o-Matic aufgelöst. So kam es auch nicht mehr zur Veröffentlichung des Albums, obwohl es schon fast fertiggestellt war. Es hätte den Namen Serenata tragen sollen.
Baumann und Geuder, die weiterhin für DJ BoBo tätig waren, versuchten 1997 mit dem Projekt 2 for Good erneut ihr Glück. Diesem war allerdings ebenso wenig Erfolg beschieden, wie Baumanns Soloprojekt Enflame, dessen beide Singles floppten.
Nancy Baumann ist heute mit DJ BoBo verheiratet, hat zwei Kinder und ist bei ihm für die Kostüme der Tänzer zuständig. Tanja Geuder lebt zurückgezogen mit ihrer Familie in Australien.
Seit April 2014 formieren die Originalmitglieder Tanja Geuder und George Walden III unter dem neuen Namen 2-o-Matic. Ihre erste Single Harder Like Stone wurde ebenfalls im April veröffentlicht. Derzeit arbeiten die beiden an der neuen Single Angel of My Life.

## Diskografie
Singles
- 1994: Success
- 1994: Success (Lucifer's Remixes)
- 1995: Hand in Hand
- 1995: Hand in Hand (The Remixes)
- 1995: All I Want Is You
- 2014: Harder Like Stone